# Buschdorf (Helperknapp)
Buschdorf (luxemburgisch Bëschdrefⓘ) ist ein kleiner Ortsteil in der Gemeinde Helperknapp (bis 2017 Böwingen/Attert) im Kanton Mersch im westlichen Luxemburg. 2021 hatte das Dorf 498 Einwohner. 
Bis 1822 war Buschdorf eine eigenständige Gemeinde. Durch einen königlichen Erlass vom 12. Juni 1822 wurde Buschdorf an die Gemeinde Böwingen angeschlossen. Im letzten Jahrzehnt entstanden in Buschdorf zahlreiche neue Gebäude; das Bild des Ortes hat sich stark verändert.